# Jon Davison
Jon „Juano“ Davison je americký zpěvák progressive rockové skupiny Glass Hammer a od roku 2012 zpěvák progressive rockové skupiny Yes.

## Biografie
Už jako chlapec zpíval v kostelním sboru vedeném jeho matkou. Od raného mládí ho matka vedla k obdivu k hudbě a k lásce ke zpěvu. Brzy poté, co začal hrát na kytaru a baskytaru, hrál na střední škole v několika skupinách se svým nejlepším přítelem z dětství, jímž byl Taylor Hawkins (bubeník Foo Fighters). Byl to právě Hawkins, kdo dal Jonovi přezdívku "Juano", kterou má dodnes.
Davison navštěvoval školu Art Institute of Seattle, kde studoval audio a video produkci a kde se stal baskytaristou skupiny Sky Cries Mary. V průběhu 90. let pokračoval v nahrávání a koncertování s touto skupinou. Z významných událostí tohoto období byl a cesta do Japonska, vystoupení v nočních talk show jako Late Night with Conan O'Brian a The Daily Show a díky Microsoftu se v roce 1995 stali první skupinou, která vystupovala živě na Internetu (čímž předběhli Rolling Stones o jeden týden).
V roce 1998 se v meditačním kroužku v Seattle potkal se svou ženou Maewe. V roce 2001 se na rok přestěhovali do Brazílie odkud Maewe pocházela.
Davison zůstal členem Sky Cries Mary, ale též dnes už rozpadlé skupiny Roundabout, hrající repertoár Yes. Glass Hammer ho v roce 2009 uslyšeli zpívat písničky od skupiny Yes a požádali ho, aby se k nim připojil jako "hlas, pro který vždycky svou hudbu psali". Nahrál s nimi pak dvě alba, If a Cor Cordium.
V únoru 2012 se Davison stal novým zpěvákem britské skupiny Yes, kde nahradil Benoita Davida, který kapelu opustil kvůli nemoci.